# .uz
.uz és el domini de primer nivell territorial (ccTLD) de l'Uzbekistan. Abans, el servei de registre l'operava l'empresa Euracom GmBH, però es van redelegar a UZINFOCOM. El registre es fa directament al segon nivell, però l'antic registre també anunciava registres al tercer nivell, per sota de co.uz i com.uz; també existeixen alguns altres noms especials de segon nivell com ara org.uz.
A Letònia, el domini .uz s'utilitza per abreujar dominis, perquè ej.uz, significar "anar a".